# مای‌اسپل
مای‌اسپل (انگلیسی: MySpell) یک غلط‌یاب است که قبلاً در اوپن‌آفیس. اوآرجی نرم‌افزار آزاد اوپن‌آفیس. اوآرجی استفاده می‌شد. از نسخهٔ ۲٫۰٫۲ با هانسپل جایگزین شد.

## پیشینه
کوین هندریکس مای‌اسپل را برای ادغام چندین غلط‌یاب متن‌باز برای اوپن‌آفیس. اوآرجی شروع کرد.